# Székes
Székes (románul Săcăreni), falu Romániában, Maros megyében.
A falu Marosvásárhelytől 12 km-re északkeletre, a Tófalvi-patak völgyében fekszik, Nagyernye községhez tartozik. 1322-ben említik először.
Református temploma 1819-ben épült. 1910-ben 512 lakosából, 511 magyar és 1 román, 1992-ben 206 lakosából 183 magyar, 20 cigány és 3 román.
Innen származik a híres Bercsényi család, udvarházuk és sírboltjuk a falutól délkeletre, a Kápolnadombon áll.

## Híres emberek
- Itt született 1936. október 19-én Simon Endre festő, grafikus, muzeológus.
- Márkus István [2], 1921 március 17-én, az 1990-es marosvásárhelyi győztes csata vezetője.Meghalt Szovátán, 2001. április 11-én.[3]